# Luigi Giafferi
Luiggi Giafferi (Talasani, 1668 – Nàpols, 1745) fou un militar i polític cors, fill de Francescu Giafferi i cunyat d'Andria Ceccaldi. El 1694 era capità de l'exèrcit venecià, el 1700 fou escollit Nobile Dodeci, i el 1706 Oratore di Corsica.
El 1730 el governador genovès Felice Pinelli li demanà suport en una revolta contra les taxes, però es posà de part dels insurrectes corsos. A la Cunsulta di San Antoniu di A Casabianca fou escollit amb Andria Ceccaldi i l'abat Raffaelli per a dirigir la revolta armada, i a la de San Pancraziu di Bigugla nomenat General de Còrsega. El 1731 convocà la Cunsulta d'Orezza per donar suport legal i teològic a la revolta corsa.
Exclòs de l'amnistia genovesa, va mantenir contactes amb el Gran Ducat de Toscana i Espanya. Després de la derrota de Furiani, demanà suport a l'emperador Carles VI i el febrer de 1732, amb 4.000 voluntaris, recuperà Olmeto, setjà Sartène i assolà Nebbiu. El maig s'arribà al tractat Concessioni Graziose a Corte, però malgrat les concessions fou arrestat a Bastia i tancat a la torre de Gènova. Condemnat a mort per protestes d'Espanya i Toscana, fou confinat a Savona i alliberat el maig de 1733. Aleshores s'allista com a coronel al servei del duc Carles de Parma, i l'abril de 1734 tornà clandestinament a Còrsega amb Ghjuvanni Aitelli i Gian Pietro Gaffori. A la consulta de San Antonio de Casabianca fou novament escollit cap suprem i comandant del regne, i fou nomenat successivament cap i general (Consulta de Corti, maig 1734) i primat del regne (Cunsulta d'Orezza, gener de 1735).
L'agost de 1735 empentà fora de la vall d'Alisgiani les tropes genoveses, però fou derrotat a San Pellegrinu el gener de 1736. L'abril de 1736, a la consulta d'Alisgiani, accepta com a rei Theodor von Neuhoff, qui el novembre el nomenà membre del consell de regència. Tot i això, el febrer de 1738, a la Consulta de Casinca, fou encarregat d'escriure una memòria a Louis de Boissieux demanant l'annexió al rei de França. Però el gener 1739 (Cunsulta de Santa Maria di Ornano), es confirma la lleialtat a Teodor I i decideixen lluitar contra genovesos i francesos. Derrotat, es va exiliar el juliol de 1739, però li permeteren tornar el juny de 1743. Aleshores critica i refusa les concessions i torna a Nàpols, on va morir.